# Dota 2
 2 je naslov razvijen od strane Valve Corporation. Dota 2 predstavlja samostalni nastavak popularnog Warcraft III scenarija Defense of the Ancients. Naslov je formalno objavljen 13. oktobra, 2010. godine preko Game Informer internet stranice.
Igra se sastoji isključivo od online multiplayer baziranih sesija, sa primarnim ciljem svakog meča da timovi unište neprijateljsko utvrđenje koje se zove Ancient Fortress. Svaki igrač zauzima poziciju "heroja", kome je data odgovornost učestvovanja u timskim bitkama, koje se u globalu događaju duž koridora, ispunjenih odbrambenim kulama, koji spajaju dve neprijateljske baze. Ogroman deo Defense of the Ancients mehanike igre je prenet i na Dota 2 zahvaljujući vodećem dizajneru (poznatom kao "IceFrog") koji je najduži i trenutni programer Warcraft III mod-a. Dota 2 označava Valve-ovu prvu fantazi, kao i akcionu RTS igru.

## 
2 kombinuje real-time element strategije i tradicionalne ptičije perspektive, dok takođe obuhvata sistem levelovanja i itemizacije poznat kod RPG igara. Igrači su podeljeni na dve različite fakcije, Radiant i Dire. Radiant predstavlja fakciju svetlosti, naklonjenu prirodi i nalazi se u jugozapadnom delu mape, dok sa druge strane Dire predstavlja mračnu, vulkansku fakciju koja se nalazi u severoistočnom delu. Igrači preuzimaju ulogu "heroja" - strateški veoma moćne jedinice, koja kroz borbeno iskustvo može napredovati do maksimalnog 25-og nivoa. Heroji Dota 2 su podeljeni u tri različite kategorije, strength (snaga), agility (brzina) i intelligence (inteligencija), i ove osobine znatno utiču na njihove metode borbe. Standardna postavka Dota 2 stavlja dva utvrđenja sa obe strane skoro jednako izbalansirane mape koja je prožeta koridorima, koji spajaju dve građevine (Ancient Fortress) od kritičnog značaja, a u isto vreme su prožeti talasima podanika i kulama čiji je značaj da brane utvrđenje svoje fakcije. Igrači su podeljeni u dva time, idealno u 5 na 5 formatu, kako bi se takmičili za titulu primarnih branioca za Ancient Fortress.
Suština zadatka svakog meča je probiti se kroz neprijateljske odbrane kako bi uništili neprijateljski Ancient Fortress. Zbog toga što je Dota 2 timski orijentisana igra na viskom nivou, igrači moraju biti dobro koordinisani kako bi postigli pobedu. Odbrambene kule i građevine su imune na napade sve dok njima najbliža odbrambena kula i dalje stoji. Periodično se stvaraju grupe slabih jedinica pešadije koje se često nazivaju "kripovi", i njihov zadatak je da se kreću duž koridora dok ne naiđu na neprijateljsku jedinicu ili građevinu, koju će onda napasti.
Valuta igre je zlato (gold), koje se periodično dodaje igraču na konto, ali se takođe može prikupiti kroz nadjačavanje protivničkih snaga. Jedinice koje su poražene u borbi daju izjednačenu sumu zlata njihovim napadačima, ali najveći deo ide igraču koji je zadao završni udarac. Jedna od uobičajenih tehnika za sprečavanje protivničke fakcije u prikupljanju zlata pri izvođenju završnog udarca jeste "denying", koji se sastoji od uništavanja sopstvene jedinice ili građevine koje se može izvršiti kada je ista blizu smrti. Igrači takođe prikupljaju iskustvo kako bi dostigli više nivoe. Najveći deo zlata i iskustva dolazi od uništavanja snaga višeg prioriteta, kao što su heroji i odbrambene kule.

## Razvoj
Prema osnivaču i direktoru Valve-a, Gabe Newell-u, Valve-ova investicija u DotA je pokrenuta od strane kolektivnog interesa zaposlenih veterana koji su pokušali učestvovati u timskoj igri na takmičarskom nivou. Kako je njihovo interesovanje za igru raslo polako su počeli da sarađuju sa čovekom zaduženim za modifikaciju DotA, IceFrog-om, preko serija email-ova, raspitujući se koje dugoročne planove programer ovog scenarija ima u planu. Email-ovi su na kraju kulminirali u pozivnicu od strane Valve-ovog projektnog menadžera, Erik Džonsona, koji je ponudio IceFrogu obilazak Valve prostorija i kao rezultat toga IceFrog je pristao da radi za Valve. Prva javna naznaka koja se tiče razvoja Dota 2 je bio blog post napisan od strane IceFroga koji je objavio da će on voditi tim u Valve-u. Nakon toga nije bilo zvaničnih informacija sve do 13. oktobra, 2010. godine kada je Game Informer otkrio specifične detalje o igri i njenom razvoju, stvarajući neverovatan saobraćaj informacija na sajtu što je zamalo dovelo do pada servera. Kasnije u toku dana Valve je izdao saopštenje za javnost. Erik Džonson je objasnio zabunu oko pisane forme naslova igre, eksplicitno citirajući ga kao "Dota," a ne kao "DotA," zbog konteksta reči a ne zbog akronima koji predstavlja.
Ubrzo nakon što je IceFrog na blogu objasnio pojedinosti svog angažmana u Valve-u, došlo je do podnošenja zahteva za registraciju zaštitnog znaka 6. avgusta, 2010. godine. Steve "Guinsoo" Feak, originalni programer DotA Allstars i Steve "Pendragon" Mescon, kreator dota-allstars.com i direktor za odnosima sa javnošću za Riot Games, su izrazili njihovu zabrinutost povodom ovog poteza Valve-a, oni su rekli da Valve ne bi trebalo da registruje DotA trademark i da ime treba da ostane kao vlasništvo zajednice. 9. avgusta, 2010. godine, Mescon je podneo zahtev za "DOTA" trademark na zahtev DotA-Allstars, LLC, u nadi da "zaštiti rad hiljada autora koji je uložen u igru". Rob Pardo, izvršni potpredsednik Blizzard Entertainment-a je izrazio slične brige, objašnjavajući da DotA ime treba da ustane unutar Warcraft III zajednice, dok je ubrzo posle toga, Chris Sigaty, glavni producent Starcraft II, izjavio da ova rasprava oko trademarka nije sukob interesa između Valvea i Blizzarda. Tokom otkrivanja igre na Gamescom 2011, Gabe Newell je objasnio razlog za registraciju trademark-a, koji je bio želja IceFroga da napravi direktan nastavak DotA i da bi ga igrači priznali kao takvog.
Kao nastavak Defense of the Ancients, razvojni ciklus Dota 2 je zasniva na punom prenošenju aspekata njegovog prethodnika na Source engine, kao i nadgradnja nad suštinski gameplay. Dota 2 rekreira fakcije Sentinel i Scourge iz Defense of the Ancients sa fakcijama Radiant i Dire, sa obrtom na priču i ponašanje karaktera, ali zadržavajući ono što je svima dobro poznato u novoj formi napravljenoj od strane Valve-a. Warcraft III kompozitor Jason Hayes se pridružio Valve-u da bi sarađivao sa Tim Larkin-om u cilju razvoja muzičke podloge za Dota 2. Imena karaktera, sposobnosti, predmeta, dizajn mape i ostali fini detalji su ostali virtuelno nepromenjeni, ali integracija ovih mogućnosti u Source enginge omogućava prelazak preko prepreka koji je Warcraft III World Editor imao sam po sebi. Podrška za takmičarski doživljaj se razvija u vidu Dota account matchmaking-a, koji uzima u obzir igračevu poziciju i određeni nivo veštine koju igrač poseduje. Nekompjuterizovani i mečevi pokrenuti sa ciljem vežbe si dostupni bilo kroz korišćenje ljudskih igrača, AI botova ili solo igara. Na svom blogu IceFrog je izjavio da će Dota 2 sluziti kao dugotrajni nastavak igre, koji će se nadograđivati na postojeći originalni gameplay bez preterano mnogo izmena koje mogu izmeniti originalan ugođaj koji je igra ranije pružala. Prema IceFrogu, da bi se to postiglo bitno je primiti sve kritike iz izvora koji se ne tiču glavnog razvojnog tima.
Da bi se dobro ukomponovao sa Dota 2, Valve je unapredio Source engine da uključuje simulaciju ponašanja materijala na visokom nivou, kao i poboljšano globalno osvetljenje ali i unapređenje Steamworks-a, koje uključuje širu primenu alata kao što su vodiči za igrače i coaching sistem. Dota 2 koristi Valve-ov Steam softver da bi pružila socijalnu i društvenu funkcionalnost igre. Steam nalozi snimaju personalne fajlove i podešavanja na online nalozima koristeći Steam Cloud. Dota 2 takođe podržava mnoštvo opcija za uživo praćenje mečeva, što po tradiciji karakteriše i druge Valve naslove. Domaćin igre ima pred sobom izbor da popuni prazna mesta AI botovima. Još jedna opcija omogućuje domaćinu da odredi da li ce AI botovi ili drugi ljudski igrači biti korišćeni da popune prazna mesta igrača koji su se diskonektovali iz tekućeg meča. Valve takođe predstavlja coaching sistem kako bi više iskusnim igračima pružio mogućnost podučavanja novih igrača. Igra će takođe sadržati vodiče koji će dalje pomagati igračima u bržem shvatanju igre kako bi brže dostigli nivo spremnosti za takmičarsku igru.
 2 je načinila svoj javni nastup na "The International", turniru hostovanom od strane Valve-a na Gamescom 2011 u Cologne, Nemačka, koji je sakupio 16 najboljih timova u DotA na svetu od 17. do 21. avgusta, 2011. godine. Turnir je za nagradu imao 1,6 miliona dolara od čega je 1 milion dolara išao pobedničkoj ekipi, Natus Vincere. Pored ovog javnog nastupa, Valve je otvorio prijave za pozivnice za beta testiranje Dota 2 koje je određeno za jesen 2011. godine. Nakon turnira, Dota 2 je osvojila IGN-ovu nagradu People's Choice Award, što je stavilo Dota 2 na vrh iznad igara kao što su Battlefield 3, Diablo III, The Elder Scrolls V: Skyrim i Guild Wars 2.
1. septembra, 2011. godine Valve je otpisao svoje prethodne planove za izlazak Dota 2, koji je trebalo da drže igru u beta fazi čak godinu dana kako bi se izvršio celokupan transfer materijala razvijenog u originalnoj Doti. Novi plan opisan od strane IceFroga bi trebalo da izbaci Dota 2 u beta fazu što je pre moguće i da implementira postojeće heroje kasnije.[18] U isto vreme, Valve je objavio da je ugovor o neotkrivanju za beta period igre otklonjen, što je omogućilo beta testerima da slobodno i javno diskutuju o igri.[19]

### Prelazak na Sors 2 pokretač za video igre
U Junu 2015 godine, Valve objavljuje da će celina Dote 2 preći na njihov Sors 2 pokretač za video igre u njihovom novom ažuriranju zvanom Dota 2 Ponovo rođenje.Ponovo rođenje je prvi put pušteno u javnost kao beta ažuriranje tog istog meseca,I zvanično zamenila originalnu verziju u Septembru 2015 godine, čineći to prvom igrom koja koristi taj pokretač za video igre.Ponovo rođenje uključuje novi dizajn korisničkog interfejs okvira, sposobnost za prilagođen režim igre napravljen od strane zajednice, i punu zamenu originalnog Sors pokretača za video igre sa Sors 2.Uglavnom se pripisuju tehničkim poteškoćama koje su igrači doživeli ažuriranjem, globalna baza igrača je doživela oštar pad od prilike šesnaest posto mesec nakon objavljivanja.Međutim, posle nekoliko ažuriranja , više od milion istovremenih igrača ponovo je igrala do početka 2016. godine, a taj je broj najveći za skoro godinu dana.Prelazak na Sors 2 pokretač je takođe omogućila upotrebu Vulkan grafiks API, koji je objavljen kao opciona funkcija u Maju 2016. godine, pravljenje Dote 2 je jedna od prvih igara koja je to ponudila.

## Objavljivanje
Dota 2 je prvi put stavljena na raspolaganje javnosti na Gejmskomu 2011. Godine, poklapajući se sa međunarodnim prvenstvom, turnir u eSport-u. Na tom događaju, Valve je počeo sa slanjem zatvorenih beta pozivnica, gde je prvih par poslato malo nakon Gejmskoma.U toku događaja, Newell je spekulisao da će Dota 2 verovatno izaći u 2012. Godini, uprkos originalnim planovima za puno plasiranje krajem 2011. Godine.U septembru 2011. Godine, Valve je ukinuo svoje prethodne planove razvoja I puštanja u rad, što bi zadržalo igru u zatvorenoj beta fazi više od godinu dana. Ajsfrog najavio planove za početak beta testiranja. Istovremeno, Valve je objavio da je ugovor o neobjavljivanju za beta ukinut, omogućavajući testerima da javno diskutuju o igri I njihovim iskustvima.
Nakon skoro dve godine beta testiranja, Dota 2 je zvanično objavljena u Stim-u za Windows 9. jula 2013, a kasnije i za OS X i Linuks 18. jula 2013. Igra se nije pokrenula sa svakim herojem iz Odbrane Drevnih. Umesto toga, one koje su nedostajale su dodate u različitim ažuriranjima nakon objavljivanja, dok je poslednji, kao i prvi Dota 2 originalni heroj, dodat 2016.Godine. Dva meseca nakon objavljivanja igre, Nevell je tvrdio da ažuriranja Dota 2 generišu do tri odsto globalnog internetskog prometa. U decembru 2013. godine, finalna ograničenja protiv neograničenog globalnog pristupa Doti 2 su ukinuta nakon što su infrastruktura igre i serveri značajno podstaknuti.Da bi se pridržavala standarda utvrđenih ekonomskim zakonodavstvom određenih zemalja, Valve se odlučio za ugovaranje sa izdavačima na nacionalnom nivou. U oktobru 2012. vodeći izdavač video igara u Pekingu, Perfekt Vorld, objavio je kupovinu ekskluzivnih prava Dota 2 u Kini. Kineska verzija takođe ima režim "nisko nasilje" specifičan za region, koji cenzuriše i menja većinu prikaza krvi i lobanja kako bi igra pratila politike cenzure u zemlji. U novembru 2012. Godine, sličan izdavački ugovor je napravljen sa kompanijom Nekson iz Južne Koreje koja se bavi proizvodnjom i distribucijom igre u zemlji, kao i u Japanu. Tri godine kasnije, Nekson je najavio da više neće biti operativni serveri za Dotu 2, a Valve preuzima direktnu distribuciju i plasman igre u tim regionima.
U decembru 2016. Godine, Dota 2 je ažurirana na novu igračku verziju 7.00, znanu kao "Novo Putovanje". Pre ažuriranja, Dota je bila u verziji 6.xx više od deset godina, obeležavajući prvu glavnu reviziju od kada je Ajsfrog prvobitno preuzeo razvoj prvobitnog moda sredinom 2000-ih. Novo Putovanje je dodalo i promenilo brojne karakteristike i mehaniku igre, uključujući i dodavanje prvobitnog heroja koji nije prebačen iz odbrane Drevnih, prepravljena mapa, redizajniran HUD, faza pre igre koja omogućava igračima da razgovaraju o svojoj timskoj strategiji, i sistemom povećanja heroja "Drvo talenta". U Aprilu 2017. Godine, Valve objavljuje promene sistema rangiranja mečeva, sa glavnim zahtevom za registraciju jedinstvenog telefonskog broja, sistem za odbranu od krađe i smurfing vežbanja koji su ranije sprovedeni u njihovoj igri iz prvog lica, Kaunter-Strajk: Globalna Ofanziva. Dalje promene u sistemu rangiranja mečeva su dovele novo ažuriranje u Novembru 2017. Godine, gde je stari numerički MMR sistem zamenjen novim sezonskim sistemom baziranim na "medaljama" koje se ponovo rangiraju svakih šest meseci, potez koji je doveo rangiranje mečeva blizu onih rangiranja koji se već koriste u igricama kao Globalna Ofanziva, StarKraft i Liga Legendi. u ranoj 2018. Godini, Ajsfrog objavljuje da će on i Valve na drugačiji način da održavaju balans u igri kroz ažuriranja. Umesto objavljivanja velikih ažuriranja kroz godinu, manja ažuriranja će se objavljivati na svake dve nedelje, proces koji će se preispitati posle šest meseci. Otprilike u isto vreme, igra je predstavila "Dota plus" sistem koji se placa mesečno za pretplatu, menjajući sezonski "Borbeni Prolaz". Dota Plus uključuje sve što ima i Borbeni Prolaz, kao što su dostignuća koja su specifična za heroje , a nagrade su ekskluzivni setovi kozmetike, kao i uvođenje funkcije "Plus Asistent", alat koji pruža podatke o podudarnosti prikupljenih od hiljade novih igrača koji su u sličnom ranku, kao što su sugestija koj heroj da se izabere tokom biranja, ili koja stavka, sposobnost u toku igre.

## Profesionalno takmičenje
Da bi se osiguralo da će igrači Odbrane Drevnih preuzeti Dotu 2 i predstaviti svoje sposobnosti, Valve je sponzorisao šesnaest timova Odbrane Drevnih da se takmiče na turniru Međunarodni, specifičan Dota 2 turnir u eSportu koji vredi milion dolara u 2011. Godini Međunarodni turnir je postao godišnji šampionski turnir u 2012, a mesto se menja u Sijetl. U svojoj trećoj godini, Međunarodni turnir dopušteno je da publika dodeli svoj nagradni fond kroz interaktivnu aplikaciju u igri koja se naziva "kompendijum". Kompendijumi, koji su opcioni i moraju se kupovati odvojeno, omogućavaju igračima koji ih kupe da direktno podignu nagradni fond para za Međunarodni turnir tako što će trošiti pare na artikle u igri, 25% popusta prihoda ide direktno u nagradni fond. Prodaja kompendijuma iz 2013. Godine pomogla je prikupljanju preko 2.8 miliona dolara, čime je Međunarodni turnir 2013 ponovo preuzeo svoju prethodnu titulu kao najveći nagradni fond u istoriji eSporta još od Lige Legendi Sezone 2 Svetskog Šampionata.
Od tada, svaki godišnji turnir Međunarodni obara prethodni rekord u nagradnom fondu, sa četvrtom iteracijom turnira koji je porastao skoro za 11 miliona dolara, prevazilazeći nagradni fond Super Boula, Masters Turnira i Tur de Franc. Na Međunarodnom turniru 2015, nagradni fond je premašio 18.4 miliona dolara, šampionski tim, Zli geniji su osvojili preko 6 miliona dolara.
Nakon događaja Međunarodnog turnira, nekoliko ostalih eSport događaja počelo je prelazak sa Odbrane Drevnih u Dotu 2, uključujući Elektronski Sport Svetski Kup.

Reference
1. ↑  Biessener, Adam (13. 10. 2010). „Valve's New Game Announced, Detailed: Dota 2”. Game Informer. Архивирано из оригинала 19. 08. 2012. г. Приступљено 13. 10. 2010.
2. ↑  Team, Dota (1. 11. 2010). „Welcome to the Dota 2 blog”. Valve Corporation. Приступљено 20. 8. 2011.
3. ↑  Kolan, Nick (16. 9. 2011). „The Heroes of Dota 2”. IGN. Приступљено 29. 9. 2011.
4. ↑  Yin-Poole, Wesley (19. 8. 2011). „Dota 2 - Preview”. Eurogamer. Приступљено 22. 8. 2011.
5. ↑  „Gamescom 2011: DOTA 2 Interview (PC)”. GameSpot. 18. 8. 2011. Приступљено 21. 8. 2011.[мртва веза]
6. ↑  Onyett, Charles (8. 1. 2011). „Valve's Next Game”. IGN. Архивирано из оригинала 10. 01. 2011. г. Приступљено 7. 1. 2011.
7. ↑  „Great News For DotA Fans”. PlayDotA.com. 5. 10. 2009. Архивирано из оригинала 03. 05. 2010. г. Приступљено 26. 7. 2010. |first1= захтева |last1= у Authors list (помоћ)
8. ↑  „Game Informer Show 43: Dota 2, Medal of Honor”. Game Informer. 14. 10. 2010. Архивирано из оригинала 21. 10. 2012. г. Приступљено 25. 2. 2011.
9. ↑  „Valve Announces Dota 2”. Valve Corporation. 13. 10. 2010. Приступљено 13. 10. 2010.
10. ↑  Funk, John (13. 10. 2010). „Valve Files Trademark for ... DotA?”. The Escapist. Архивирано из оригинала 10. 10. 2012. г. Приступљено 21. 10. 2011.
11. ↑  Augustine, Josh (17. 8. 2010). „Riot Games’ dev counter-files “DotA” trademark”. PC Gamer. Приступљено 19. 8. 2011.
12. ↑  Leahy, Brian (25. 10. 2010). „StarCraft 2 BlizzCon 2010 Interview: Lead Producer Chris Sigaty”. Shacknews. Приступљено 10. 1. 2011.
13. ↑  Yin-Poole, Wesley (22. 8. 2011). „Dota trademark: Blizzard, Valve respond”. Eurogamer.
14. ↑  IceFrog (1. 11. 2010). „Dota 2 Q&A”. Valve Corporation. Приступљено 18. 4. 2011.
15. ↑  Corporation, Valve (1. 8. 2011). „Valve Announces Dota 2 Tournament - "THE INTERNATIONAL"”. Steam.
16. ↑  Onyett, Charles (17. 8. 2011). „Gamescom: When Do We Get to Play Dota 2?”. IGN. Архивирано из оригинала 23. 01. 2012. г. Приступљено 21. 10. 2011.
17. ↑  MacDonald, Keza (23. 8. 2011). „IGN People's Choice Award: And The Winner Is...”. IGN. Архивирано из оригинала 21. 10. 2011. г. Приступљено 21. 10. 2011.
18. ↑  Horton, Samuel (23. 9. 2011). „Valve accelerates Dota 2's release”. SK Gaming. Архивирано из оригинала 25. 03. 2012. г. Приступљено 21. 10. 2011.
19. ↑  IceFrog (23. 9. 2010). „I Said Good Day Sir!”. Valve Corporation. Приступљено 24. 9. 2011.
20. ↑  Martin, Michael (13. 6. 2015). „Valve Announces Dota 2 Reborn”. IGN. Приступљено 18. 5. 2018.
21. ↑  „Valve announces Dota 2 Reborn, new engine coming”. Приступљено 18. 5. 2018.
22. ↑  Macy, Seth G. (9. 9. 2015). „Dota 2 Now Valve's First Ever Source 2 Game”. IGN. Приступљено 18. 5. 2018.
23. ↑  Hussain, Tamoor (11. 9. 2015). „Dota 2 Officially Reborn on Source 2, Numerous Changes Introduced”. GameSpot. Приступљено 18. 5. 2018.
24. ↑  LeJacq, Yannick. „Dota 2 Lost A Ton Of Players In September”. Kotaku. Приступљено 19. 5. 2018.
25. ↑  „Dota 2 Hits One Million Concurrent Users on New Engine | Hardcore Gamer”. www.hardcoregamer.com. Приступљено 19. 5. 2018.
26. ↑  „Steam's most popular game just added support for Vulkan, DirectX 12's more open rival”. PCWorld. Приступљено 19. 5. 2018.
27. ↑  „Gamescom: When Do We Get to Play Dota 2? - IGN”. 9. 11. 2012. Архивирано из оригинала 09. 11. 2012. г. Приступљено 20. 5. 2018.
28. ↑  „Newell: Dota 2 won't ship until 2012 News • News • PC • Eurogamer.net”. 25. 12. 2012. Архивирано из оригинала 25. 12. 2012. г. Приступљено 20. 5. 2018.
29. ↑  „A change of plans at Valve means we'll get Dota 2 sooner -Destructoid”. 20. 5. 2012. Архивирано из оригинала 20. 05. 2012. г. Приступљено 20. 5. 2018.
30. ↑  Hernandez, Patricia. „Valve Finally “Releases” DOTA 2”. Kotaku. Приступљено 20. 5. 2018.
31. ↑  „Dota 2 patch adds Linux and Mac support, plus customisable chat wheel | PC Invasion”. PC Invasion. 19. 7. 2013. Приступљено 20. 5. 2018.
32. ↑  „Dota 2 launching now, officially”. Engadget. Приступљено 20. 5. 2018.
33. ↑  „New Dota 2 hero Underlord revealed at The International”. Приступљено 20. 5. 2018.
34. ↑  „Valve announce Monkey King, the first Dota 2 hero that isn’t a port from DotA”. https://www.facebook.com/pcgamermagazine. Приступљено 20. 5. 2018. Спољашња веза у |work= (помоћ)
35. ↑  „Gabe Newell: Dota 2 updates generate three percent of global internet traffic (Wired UK)”. 26. 2. 2014. Архивирано из оригинала 26. 02. 2014. г. Приступљено 20. 5. 2018.
36. ↑  „Dota 2 scraps sign-ups, boasts 6.5 million active monthly users”. Приступљено 20. 5. 2018.
37. ↑  Ltd, Perfect World Co. „Perfect World and Valve Announce Exclusive Rights for Perfect World to Operate Dota 2 in Mainland China”. www.prnewswire.com. Приступљено 20. 5. 2018.
38. ↑  „'Low Violence' Mode Highlights Dota's Smart Design”. Red Bull. Приступљено 20. 5. 2018.
39. ↑  „Tech in Asia - Connecting Asia's startup ecosystem”. www.techinasia.com. Приступљено 20. 5. 2018.
40. ↑  „Nexon and Valve Partner to Launch Dota 2 in Korea and Japan”. Приступљено 20. 5. 2018.
41. ↑  „Nexon Shutting Down South Korean Dota 2 Servers, Steam Taking Over”. Kotaku Australia. 11. 11. 2015. Архивирано из оригинала 09. 07. 2016. г. Приступљено 20. 5. 2018.
42. ↑  „7.00 Update – The New Journey Begins | Dota 2”. blog.dota2.com. Приступљено 20. 5. 2018.
43. 1 2  Pereira, Chris (12. 12. 2016). „Massive Dota 2 Patch Revamps the Game and Adds New Character”. GameSpot. Приступљено 20. 5. 2018.
44. 1 2 3  „Why Dota 2's 7.00 update is such a big deal”. Приступљено 20. 5. 2018.
45. ↑  „Dota 2 players must now register a phone number to play ranked matches”. Eurogamer.net. Приступљено 20. 5. 2018.
46. ↑  „Valve asks for phone numbers to confirm Dota 2 player identities”. Ars Technica. Приступљено 20. 5. 2018.
47. ↑  „Dota 2 gets multi-tiered Rank Medal system”. Приступљено 20. 5. 2018.
48. ↑  „Dota 2’s new Ranked medal system is finally here”. The Flying Courier. Архивирано из оригинала 01. 12. 2017. г. Приступљено 20. 5. 2018.
49. ↑  „Dota 2 will now have small gameplay patches every two weeks”. The Flying Courier. Архивирано из оригинала 01. 02. 2018. г. Приступљено 20. 5. 2018.
50. ↑  „Dota 2 is moving to a bi-weekly update schedule”. Приступљено 20. 5. 2018.
51. ↑  Pereira, Chris (13. 3. 2018). „Dota 2 Replaces Battle Pass With Subscription-Based Dota Plus”. GameSpot. Приступљено 20. 5. 2018.
52. ↑  „Valve Goes Big with Dota 2 Tournament - IGN”. 9. 11. 2012. Архивирано из оригинала 09. 11. 2012. г. Приступљено 20. 5. 2018.
53. ↑  „Dota 2: The International 3 announced”. Приступљено 20. 5. 2018.
54. ↑  „Introducing the Interactive Compendium | Dota 2”. blog.dota2.com. Приступљено 20. 5. 2018.
55. ↑  Gaston, Martin (16. 5. 2013). „Dota 2's The International 3 reaches $2M prize pool”. GameSpot. Приступљено 20. 5. 2018.
56. ↑  „The International 3 begins, prize pool over $2.8 million”. Engadget. Приступљено 20. 5. 2018.
57. ↑  Newhouse, Alex (27. 6. 2014). „$10 Million Dota 2 International Exceeds Super Bowl, Masters, and Tour de France Prizes”. GameSpot. Приступљено 20. 5. 2018.
58. ↑  „The International 2015 prize distribution announced”. Приступљено 20. 5. 2018.
59. ↑  „Pakistani teenager becomes youngest gamer to surpass $1million in eSports earnings as Dota 2 tournament sets major records”. Guinness World Records. 11. 8. 2015. Приступљено 20. 5. 2018.
60. ↑  „cadred.org | ESWC: DotA 2 Final”. 5. 6. 2012. Архивирано из оригинала 05. 06. 2012. г. Приступљено 20. 5. 2018.

## Spoljašnje veze
- Званични веб-сајт